# The Legend of Lizzie Borden
The Legend of Lizzie Borden (br A Lenda de Lizzie Borden) é um telefilme de 1975 dirigido por Paul Wendkos.

## Sinopse
O filme conta a história do assassinato do pai e da madrasta de Lizzie Borden em 4 de agosto de 1892, dentro de casa, em Massachusetts. Lizzie é a principal suspeita. 

## Prêmios e indicações
- O filme ganhou dois prêmios Emmy dos cinco em que foi indicado.[carece de fontes?]
- O filme também foi indicado para o Globo de Ouro como melhor filme.[carece de fontes?]